# No Sweets
No Sweets è un cortometraggio muto del 1913 diretto da Van Dyke Brooke.

## Trama
Sul tram, vanno a sedersi vicini due tipi piuttosto corpulenti. Lui sta leggendo il giornale e l'occhio di entrambi cade sulla pubblicità in tale Madame Nilo, che promette di far perdere peso ai suoi clienti. Sia la donna, Tabitha Martin, che l'uomo, Harry Prettyman, prendono nota di quell'indirizzo, decisi fa far qualcosa per migliorare la propria figura. Prettyman è impiegato nello stesso ufficio dove lavora il marito di Tabitha, ma ignora che lei è la moglie del suo collega. I due si incontrano quella sera nella scuola di Madame Milo, dove fanno ginnastica. Il giorno dopo, Prettyman lascia l'ufficio con una scusa per ritornare alla palestra. Jack Martin, che lo seguito per vedere cosa combina, lo vede con stupore entrare insieme alla propria moglie in quella che sembra una casa privata. Pure Mabel, la moglie di Prettyman, sta diventando sospettosa dopo aver trovato una strana scheda e un indirizzo strano nella tasca del cappotto del marito. Quella sera, sia Tabitha che Harry rifiutano di raccontare come hanno passato la giornata ai rispettivi coniugi. E, la sera seguente, si eclissano dalle loro case per andare ad assistere a una conferenza di Madame Nilo. Jack e Mabel, entrambi sospettosi, si mettono sulle loro tracce e, quando li ritrovano, scoppia una gazzarra, con Jack che affronta Harry e Mabel che vuole fare polpette di Tabhita.
Sarà Madame Milo a dividere i contendenti e a spiegar loro cosa sta succedendo e che il suo è un corso per perdere peso. Le due coppie, pacificate, vanno a cena insieme: sia Tabhita che Harry si ritengono ora soddisfatti del proprio aspetto e si mettono a mangiare allegramente con Jack e Mabel, indugiando sui dolci, espressamente vietati dalle regole di Madame Nilo.

## Produzione
Il film fu prodotto dalla Vitagraph Company of America.

## Distribuzione
Distribuito dalla General Film Company, il film - un cortometraggio in una bobina - uscì nelle sale cinematografiche statunitensi il 24 giugno 1913. La Favorite Films ne fece una riedizione distribuita sul mercato americano il 17 dicembre 1917.